# راكيش شارما (سياسي)
راكيش شارما هو موظف مدني وسياسي هندي، ولد في 11 أكتوبر 1955 في نيودلهي في الهند.